# ZSU-23-4MP Biała
ZSU-23-4MP Biała – polska modyfikacja radzieckiego samobieżnego zestawu przeciwlotniczego ZSU-23-4 Szyłka. Projekt został opracowany w 2000 roku przez Ośrodek Badawczo Rozwojowy w Tarnowie przy współudziale 4 Okręgowych Warsztatów Technicznych w Żurawicy i z wykorzystaniem systemów i urządzeń innych krajowych przedsiębiorstw przemysłu obronnego. Zatwierdzenie dokumentacji do produkcji seryjnej nastąpiło Orzeczeniem nr 165/TWL/05 z dnia 1 lipca 2005 roku, wprowadzony na wyposażenie Sił Zbrojnych RP rozkazem Szefa Sztabu Generalnego WP w grudniu 2005 roku.
Około 70 sztuk wozów samobieżnej artylerii przeciwlotniczej ZSU-23-4MP Biała  ma zostać wyprodukowane dla potrzeb Wojska Polskiego, jako tańsza alternatywa dla samobieżnego przeciwlotniczego zestawu artyleryjskiego Loara. Prototyp wszedł do służby w 10 Brygadzie Kawalerii Pancernej, następne dwa pojazdy miały być zmodernizowane w 2006 roku i dalsze 5 do 2008 roku.
Modernizacji poddano 21 egzemplarzy Szyłek (stan w grudniu 2021), które obecnie znajdują się na uzbrojeniu Wojska Polskiego, wraz z siedmioma niezmodernizowanymi wozami tego typu. Służą one w wybranych bateriach dywizjonów przeciwlotniczych brygad pancernych i zmechanizowanych.

## Budowa
Poza typowymi peryskopami obserwacyjnymi pojazd dysponuje środkami do obserwacji w warunkach nocnych. W przypadku kierowcy stanowi go TWNO-2 o zasięgu 60-100 metrów, natomiast w przypadku dowódcy wozu przyrządem umożliwiającym obserwację w nocy jest noktowizor TKN-1T o zasięgu 200-250 metrów. Aby używać któregoś z tych noktowizorów konieczne jest  podświetlanie terenu przez reflektor podczerwieni PG-125. Łączność zewnętrzną zapewnia standardowa w wozach radzieckich radiostacja R-123, za komunikację wewnętrzną odpowiada natomiast telefon R-124. Dodatkowo w skład wyposażenia ZSU-23-4 Biała wchodzi aparatura nawigacyjna typu TNA-2, urządzenie ochrony przed bronią ABC, urządzenie przeciwpożarowe czy układ wentylacji. Biała posiada optoelektroniczny System Kierowania Ogniem (SKO) z układem automatycznego śledzenia celu w dzień i w nocy (działanie SKO jest niewykrywalne dla przeciwnika), dodatkowo dla podwojenia siły ognia wyposażona jest w zestaw rakiet przeciwlotniczych Grom, których skuteczny zasięg wynosi około 5500 metrów.

### Kadłub
Zespawany z płyt pancernych kadłub podwozia GM-575, (wyprodukowany przez Zakład Budowy Maszyn w Mytiszczi, obecnie CJSC Mietrowagonmasz), został oparty na konstrukcji podwozia zastosowanym w czołgu PT-76. Pojazd podzielony jest na trzy części: przedział kierowania (znajdujący się na przedzie pojazdu), bojowy (środkowa część) oraz silnikowy (znajdujący się w tylnej części wozu). Napęd stanowi sześciocylindrowy, chłodzony cieczą silnik wysokoprężny W6R o mocy 280 KM (206 kW) przy 2000 obr./min. Do przeniesienia napędu służy mechaniczna, trójstopniowa skrzynia biegów z planetarnym mechanizmem skrętu o pięciu przełożeniach przy jeździe do przodu i jednym do tyłu. Podwozie działa stanowi sześć par kół nośnych zawieszonych na wałkach skrętnych z kołami napinającymi z przodu i napędowymi z tyłu wozu.
Do zasilania urządzeń pokładowych służy zespół prądotwórczy PANDA 18 NE o mocy 18,7 kW.

## Uzbrojenie
Uzbrojenie podstawowe składa się z czterolufowego automatycznego działka przeciwlotniczego AZP-23-4, z lufami chłodzonymi cieczą. Amunicja: zapas 2000 pocisków. Szybkostrzelność teoretyczna wynosi 3400 strzałów na minutę.

## Różnice z wersją podstawową
Na zlecenie Departamentu Zaopatrywania Sił Zbrojnych MON unowocześnienie powierzono tarnowskiemu Ośrodkowi Badawczo-Rozwojowemu Sprzętu Mechanicznego. Kontrakt przewidywał modernizację trzech Szyłek w 2010 roku, czterech w 2011 roku i dwóch w 2012 roku.
Modernizacja obejmowała:
- zastosowanie cyfrowego, optoelektronicznego Systemu Kierowania Ogniem z układem automatycznego śledzenia celu w dzień i w nocy,
- wyposażenie zestawu w rakiety GROM, które podwajają dotychczasowy zasięg zwalczania celów powietrznych,
- sprzęgnięcie z ZSD Łowcza-3,
- umożliwienie wykorzystania najnowszych rodzajów podkalibrowej amunicji artyleryjskiej, pozwalającej zwiększyć zasięg zwalczania celów powietrznych oraz naziemnych,
- eliminację radaru, aktywnych środków obserwacji optycznej dowódcy i kierowcy, istotne ograniczenie emisji promieniowania termicznego, demaskującego zestaw na polu walki,
- zwiększenie zasięgu obserwacji optycznej w warunkach ograniczonej widzialności dzięki zastosowaniu torów termowizji pasywnej najnowszej generacji w przyrządach dowódcy i kierowcy oraz wbudowanie takiego układu w celowniku optycznym operatora uzbrojenia,
- zmniejszenie z 4 do 3 osób załogi,
- poprawienie własności trakcyjnych i zwiększenie zasięgu działania zestawu,
- ogólne odmłodzenie zespołów zestawu[5][1].

Zastosowanie amunicji nowej konstrukcji m.in. podkalibrowej, amunicji odłamkowo-burząco-zapalająco-smugowej, produkcji Mesko, kalibru 23 mm, pozwoliło na zwiększenie skutecznego zasięgu ostrzału do 3000 metrów, czyli o około 500 metrów więcej niż dotychczasowa.

## Dane taktyczno-techniczne ZSU 23-4 MP Biała[1]
| Kaliber                                                   | 23 mm             |
| Prętkość początkowa pocisku (BZT, OFZT, APDST, FAPDS-T)   | 930/1220 m/s      |
| Maksymalna donośność pionowa                              | 1500 (2000) m     |
| Maksymalna donośność kątowa                               | 2500 (3000) m     |
| Maksymalna donośność pozioma                              | 2000 (2500) m     |
| Szybkostrzelność teoretyczna (z czterech armat)           | 3400 strz./min    |
| Szybkostrzelność praktyczna                               | 2000 strz./min    |
| Kąt ostrzału w płaszczyźnie poziomej                      | 360°              |
| Kąt ostrzału w płaszczyźnie pionowej                      | od -4° do 85°     |
|                                                           |                   |
| Prowadzenie ognia do celów powietrznych z PPZR GROM:      |                   |
| - lecących na kursach spotkaniowych z prędkością          | do 400 m/s        |
| - lecących na kursach oddalających (w dogon) z prędkością | do 320 m/s        |
| - lecących na wysokościach                                | od 10 m do 3500 m |
| - lecących na odległościach                               | do 5200 m         |
|                                                           |                   |
| Odległość wykrycia standardowych celów powietrznych       | 15 km             |
| Odległość wykrycia standardowych celów lądowych           | 8 km              |
| Odległość rozpoznania celów powietrznych                  | 8 km              |
| Odległość rozpoznania celów lądowych                      | 4 km              |
| Odległościornierz (dalmierz) laserowy                     | od 50 do 1200 m   |
|                                                           |                   |
| Masa zestawu w położeniu bojowym                          | 18,9 t            |
| Prędkość poruszania się zestawu                           | do 50 km/h        |
| Czas przedstawienia z położenia marszowego w bojowe       | 5 min             |
| Zewnętrzne napięcie zasilania                             | 3 x 380 V; 50 Hz  |
| Zespół prądotwórczy PANDA 18 NE                           | 18,7 kW           |
| Zautomatyzowany system dowodzenia                         | REGA              |
| Obsługa (załoga)                                          | 3                 |

Zastosowane w tabeli danych taktyczno-technicznych pojęcia:
- BZT - pocisk przeciwpancerno-zapalająco-smugowy;
- OFZT - pocisk odłamkowo-burząco-zapalająco-smugowy;
- APDST - pocisk przeciwpancerny podkalibrowy;
- FAPDS-T - pocisk podkalibrowy z rdzeniem fragmentującym ze smugaczem
- Rega 2 - zautomatyzowany system dowodzenia obroną przeciwlotniczą. Współpracuje z zautomatyzowanym systemem dowodzenia wyższego szczebla Łowcza-3[1].
- Dane w nawiasach dotyczą amunicji produkcji Mesko[7].

## W Siłach Zbrojnych Ukrainy
W lecie 2022 pojawiło się zdjęcie przedstawiające zdjęcie zamaskowanego zestawu ZSU-23-4 w polskim malowaniu. Brakuje informacji, czy do Ukrainy pojechały wyłącznie starsze ZSU-23-4 Szyłka, czy może zmodernizowane w Polsce zestawy ZSU-23-4MP Biała.